# Lenzia chamaepitys
Lenzia chamaepitys är en källörtsväxtart som beskrevs av Rodolfo Amando Philippi. Lenzia chamaepitys ingår i släktet Lenzia och familjen källörtsväxter. Inga underarter finns listade i Catalogue of Life.